# أوستين فيلبس
أوستين فيلبس (بالإنجليزية: Austin Phelps)‏ هو كاتب أمريكي، ولد في 7 يناير 1820 في West Brookfield, Massachusetts ‏ في الولايات المتحدة، وتوفي في 13 أكتوبر 1890 في بار هربور في الولايات المتحدة.